# Egidio Perfetti
Pas d'image ? Cliquez ici
Egidio Perfetti, né le 5 juin 1975 à Sorengo en Suisse, est un pilote automobile norvégien. Il est également administrateur de l'entreprise familiale Perfetti Van Melle, un fabricant italien mondial de confiseries et de gomme, qui remonte aux années 1940. C'est aujourd'hui le troisième groupe mondial de son secteur après Mondelēz International et Mars. Mentos est l'une des marques de Perfetti Van Melle qui est souvent associées aux voitures de course qu'Egidio Perfetti pilote.
Cosmopolite, Egidio Perfetti est né en Suisse d'un père italien et d'une mère norvégienne. Après une longue période en Asie, Egidio Perfetti réside maintenant à Amsterdam aux Pays-Bas, où est situé le siège social de l'entreprise familiale. Il est de nationalité est norvégienne et porte un passeport norvégien.

## Carrière

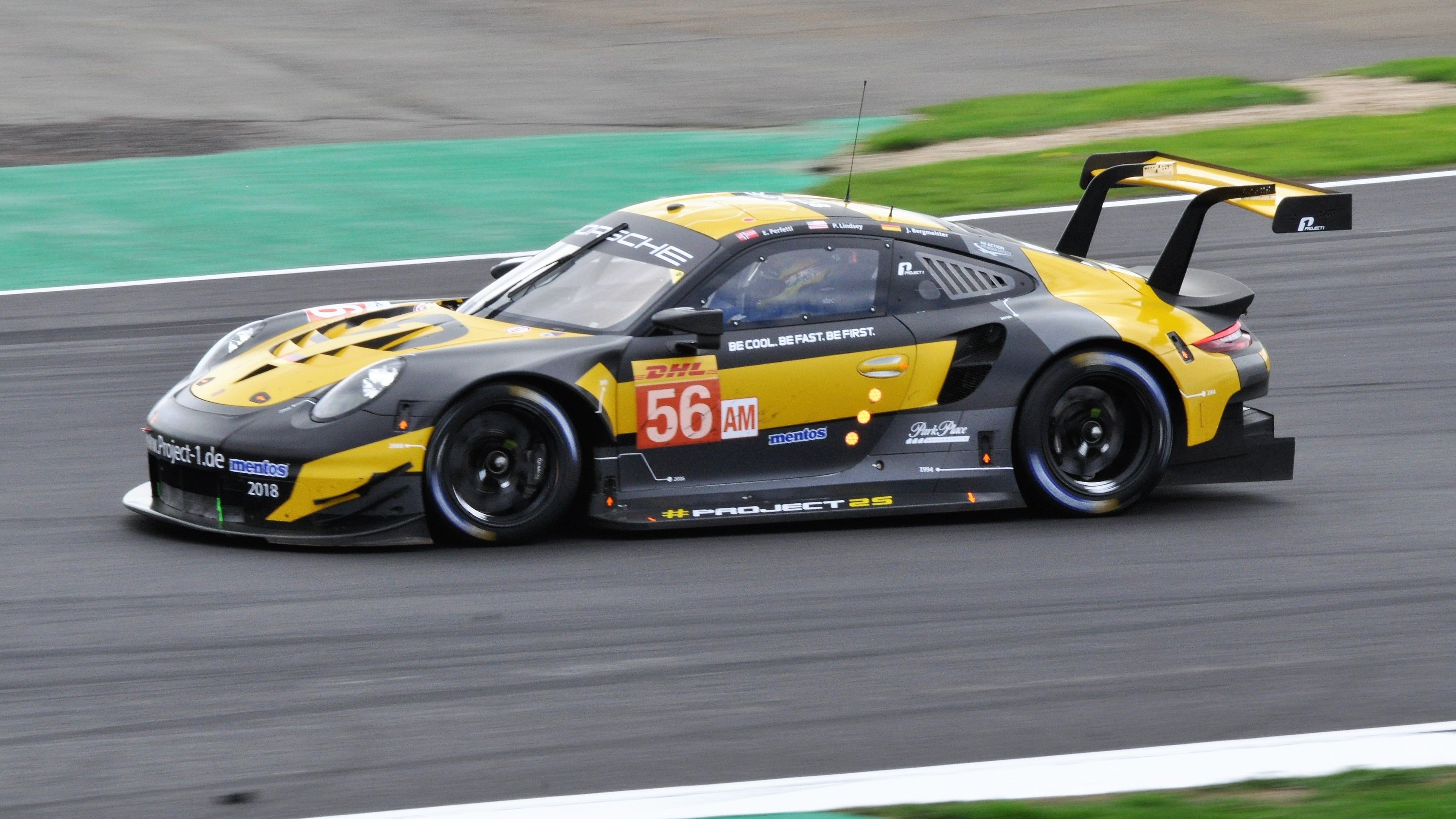
Team Project 1 de l'écurie Team Project 1 aux 6 Heures de Silverstone 2018

Egidio Perfetti a commencé sa carrière en 2010 au volant de la Porsche Sports Cup Suisse. En 2012-2015, il pilotait en Porsche Carrera Cup Asia. En 2015, il fait également des apparitions en Porsche Carrera Cup France et en Porsche Mobil 1 Supercup. En 2016, il pilote une Porsche en Michelin Le Mans Cup et participe également à la Porsche Mobil 1 Supercup. En 2027, il poursuit sa carrière sportive en Porsche Mobil 1 Supercup, ainsi qu'en Porsche Carrera Cup Allemagne et en Porsche Carrera Cup France. Un dossier en vue d'une inscription aux 24 Heures du Mans 2017 est ensuite déposé sous le nom de Mentos-Proton Racing mais malheureusement, la voiture reste sur la liste des réservistes.
Pour la "super saison" du Championnat du monde d'endurance FIA 2018-2019, Egidio Perfetti s'engage avec une Porsche 911 RSR dans la catégorie Trophée Endurance FIA des Pilotes GTE Am avec l'écurie Team Project 1.
En 2019, après des débuts prometteurs en Championnat du monde d'endurance FIA 2018-2019, Egidio Perfetti s'engage avec l'écurie Team Project 1 avec une Porsche 911 RSR dans le championnat European Le Mans Series.

## Palmarès

### Porsche Motorsport GT2 Supersportscar- Spa 2019
He won the two first Porsche Motorsport GT2 Supersportscar race at Spa with Mentos Racing on a Porsche 935.
https://newsroom.porsche.com/en/2019/motorsports/porsche-911-gt2-rs-clubsport-935-24-hours-spa-customer-teams-gt-18205.html

### 24 Heures du Mans
| Année | Écurie         | Copilotes                        | Voiture         | Classe   | Tours | Pos. | Class Pos. |
| ----- | -------------- | -------------------------------- | --------------- | -------- | ----- | ---- | ---------- |
| 2018  | Team Project 1 | Jörg Bergmeister Patrick Lindsey | Porsche 911 RSR | LMGTE Am | 332   | 34e  | 7e         |
| 2019  | Team Project 1 | Jörg Bergmeister Patrick Lindsey | Porsche 911 RSR | LMGTE Am | 334   | 31e  | 1er        |

### Championnat du monde d'endurance FIA
| Année   | Écurie         | Voiture         | Moteur                    | Classe   | 1     | 2     | 3     | 4     | 5     | 6     | 7     | 8   | Position | Points |
| ------- | -------------- | --------------- | ------------------------- | -------- | ----- | ----- | ----- | ----- | ----- | ----- | ----- | --- | -------- | ------ |
| 2018–19 | Team Project 1 | Porsche 911 RSR | Porsche 4,0 L Flat-6 Atmo | LMGTE Am | SPA 9 | LMS 3 | SIL 3 | FUJ 1 | SHA 2 | SEB 3 | SPA 5 | LMS | 1re*     | 113*   |

N.B. * Saison en cours. Les courses en " gras  'indiquent une pole position, les courses en "italique" indiquent le meilleur tour de course.

### European Le Mans Series
| Année | Ecurie         | Châssis         | Moteur                    | Classe | 1     | 2     | 3   | 4   | 5   | 6   | Position | Points |
| ----- | -------------- | --------------- | ------------------------- | ------ | ----- | ----- | --- | --- | --- | --- | -------- | ------ |
| 2019  | Team Project 1 | Porsche 911 RSR | Porsche 4,0 l Flat-6 Atmo | LMGTE  | LEC 8 | MON 4 | BAR | SIL | SPA | POR | 6e*      | 16*    |

N.B. * Saison en cours. Les courses en " gras  'indiquent une pole position, les courses en "italique" indiquent le meilleur tour de course.

### Michelin Le Mans Cup
| Année | Ecurie        | Châssis           | Moteur                    | Classe | 1        | 2     | 3     | 4     | 5     | 6     | Position | Points |
| ----- | ------------- | ----------------- | ------------------------- | ------ | -------- | ----- | ----- | ----- | ----- | ----- | -------- | ------ |
| 2016  | Mentos Racing | Porsche 911 GT3 R | Porsche 4,0 l Flat-6 Atmo | GT3    | IMO Abd. | LMS 3 | RBR 2 | LEC 2 | SPA 2 | POR 3 | 3e       | 86     |